# Maxwellia (slakken)
Maxwellia is een geslacht van weekdieren uit de klasse van de Gastropoda (slakken).

## Soorten
- Maxwellia angermeyerae (Emerson & D'Attilio, 1965)
- Maxwellia gemma (G. B. Sowerby II, 1879)
- Maxwellia santarosana (Dall, 1905)